# Epirrhoe gabriella
Epirrhoe gabriella là một loài bướm đêm trong họ Geometridae.